# Распутники
«Распутники» (фр. Pedale Dure) — фильм французского режиссёра Габриэля Агийона, сиквел его нашумевшей комедии «Вечерний прикид». Сюжет написан Бертраном Блие в соавторстве с Габриэлем Агийоном. Также Блие принадлежит авторство всех диалогов, которые, по сути, и предопределяют сущность этого маленького шедевра.

## Сюжет
В основу сюжета положен любовный треугольник. На сей раз трио имеет следующую конфигурацию: парочка геев — Лоик и Себ — страстно жаждущих ребёнка, и Мари, женщина, истосковавшаяся по мужской любви и ласке. Лоик, как символический отец — более старый и опытный — искусственным путём становится зачинателем новой жизни. Но, забеременев, Мари внезапно ощущает своё одиночество — ведь нет в её жизни того, что по идее должно сопровождать рождение ребёнка: нет мужского начала, способного принять её полностью и любить. Есть только Лоик, страдающий ритуальной беременностью. У кого-то другого эта ситуация обернулась бы настоящей драмой, но только не у Блие: ведь его герои, как бабочки-мотыльки, живут одним днем в атмосфере не прекращающегося ни на секунду карнавала.
Сюжет ещё больше закручивается, когда Мари идёт в церковь, чтобы поставить свечу за ребёнка, и встречает там «настоящего мужчину». Шарль немногословен, закрыт для окружающих, неуместен на фоне гейской феерии, устроенной в честь его же появления в жизни Мари. Но затем он исчезает, и, чувствующая себя ещё более покинутой, Мари переезжает из веселой квартирки, прихватив с собой пианино. «Всякому голубому одиноко, если рядом нет женщины», — реагирует на это событие Себ.
Дальше — больше. Парочка геев находят Шарля, желая узнать причину его столь внезапного исчезновения, и тут, после комичной сцены с бутафорским оружием, выясняется, что возлюбленный Мари болен СПИДом. В конце-концов Шарль с Мари надолго исчезают из жизни парочки геев, венчаются в Лас-Вегасе.
В кульминационный момент фильма, когда гейский маскарад захватывает целый подъезд, объединяя геев и негеев, стариков и молодых в единое веселящееся и празднующее жизнь целое, появляется Мари с Шарлем и с ребёнком, рождающимся как результат веры в то, что жизнь — это вечный праздник, не требующий излишней драматизации и «глубины». «Вся наша жизнь — карикатура», — изрекает один и главных героев этой блестящей фарсовой комедии. К этому можно добавить лишь слова Шекспира: «Вся наша жизнь — игра, и люди в ней — актёры».

## В ролях
| Актёр           | Роль      |
| --------------- | --------- |
| Жерар Дармон    | Лоик      |
| Мишель Ларок    | Мари      |
| Дани Бун        | Себастьян |
| Жак Дютрон      | Шарль     |
| Гийом Крамуасен |           |
| Рубен Альве     |           |
| Доминик Беснеар |           |
| Натали Корре    |           |
| Фирмин Ришар    |           |
| Виктор Гарривье |           |